# Juha Rehula

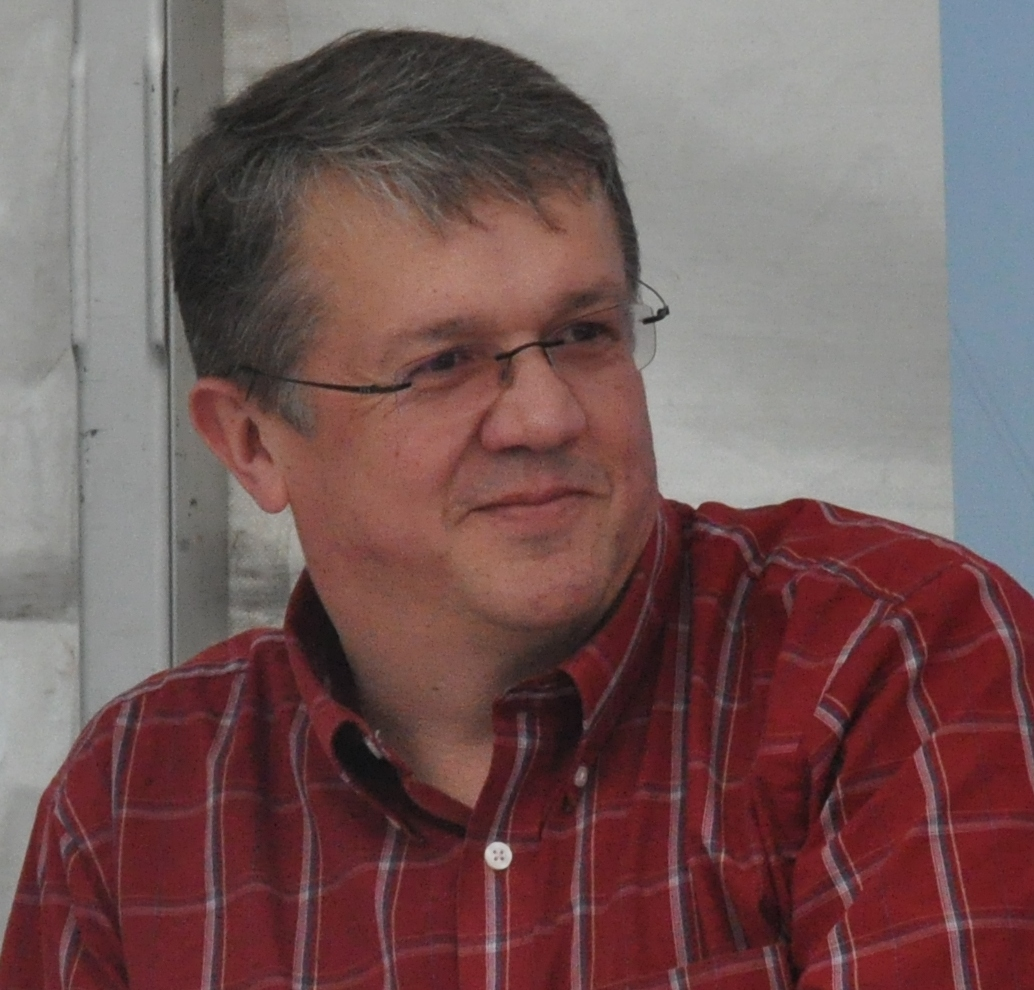
Juha Rehula

Juha Rehula (* 3. Juni 1963 in Hollola) ist ein finnischer Politiker der Finnischen Zentrumspartei.

## Leben
Rehula studierte Sozialwissenschaften an der Universität Tampere. Von 1996 bis 2019 war er Mitglied des finnischen Parlaments. 
Im Kabinett Kiviniemi und im Kabinett Vanhanen II war Rehula als Nachfolger von Liisa Hyssälä Gesundheits- und Sozialminister. Im Kabinett Sipilä war er bis 2017 Familienminister als Nachfolger von Susanna Huovinen.